# Ville d'Anaunia
Ville d'Anaunia är en ort och kommun i provinsen Trento i regionen Trentino-Sydtyrolen i Italien. Kommunen hade 4 831 invånare (2018).
Kommunen Ville d'Anaunia bildades den 1 januari 2016 genom en sammanslagning av de tidigare kommunerna Nanno, Tassullo och Tuenno.